# Bouda pallipars
Bouda pallipars är en fjärilsart som beskrevs av Dyar 1918. Bouda pallipars ingår i släktet Bouda och familjen nattflyn. Inga underarter finns listade i Catalogue of Life.